# Famous Players-Lasky
Famous Players-Lasky Corporation was een Amerikaans filmproductie- en distributiebedrijf dat op 28 juni 1916 werd opgericht door de fusie van Famous Players Film Company en de Jesse L. Lasky Feature Play Company. Het nieuwe bedrijf was een van de grootste spelers in het tijdperk van de stomme film.

## Geschiedenis
In 1914 tekenden de filmproductiebedrijven Famous Players Films (opgericht in 1912 door Adolph Zukor in samenwerking met de Frohman-broers) en Jesse L. Lasky Feature Plays (opgericht in 1911 door Jesse L. Lasky) een distributieovereenkomst met Paramount Pictures Corporation (opgericht door William Wadsworth Hodkinson in 1914). Onder de overeenkomst zou Hodkinson de films van de twee bedrijven distribueren via een 65/35-regeling waarin de producenten ermee instemde om slechts 65% van de winst te nemen terwijl 35% naar Paramount zou gaan. Hoewel de overeenkomst aanvankelijk een goede deal leek, realiseerden Zukor en Lasky zich al snel dat ze veel hogere inkomsten konden genereren als ze de productie en distributie van hun films konden integreren. Daarom begonnen de twee naar een manier te zoeken om Hodkinson uit te kopen en de drie bedrijven te integreren.

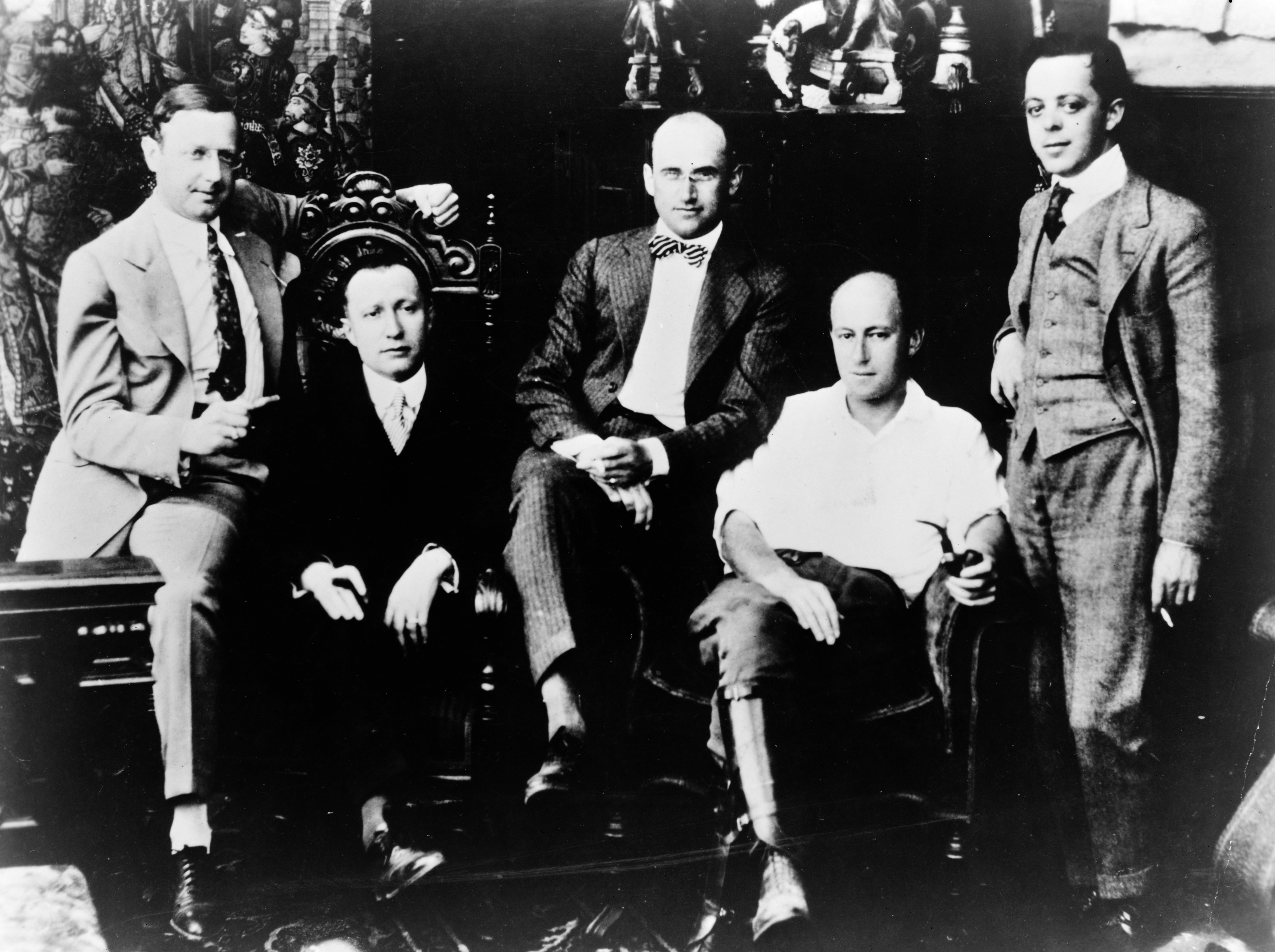
De partners van Famous Players-Lasky in 1916, met v.l.n.r. Jesse L. Lasky, Adolph Zukor, Samuel Goldwyn, Cecil B. DeMille en Al Kaufman.

Eind 1915 begon Zukor zoveel mogelijk Paramount-aandelen op te kopen en tijdens de jaarlijkse bestuursvergadering in juli 1916 werd Hodkinson aan de deur gezet. Later die maand fuseerden Famous Players en de Lasky Feature Play Company tot Famous Players-Lasky, met Zukor als president en Jesse L. Lasky als vice-president. Gedurende een korte periode fungeerde Famous Players-Lasky als een holdingmaatschappij voor haar dochterondernemingen: Famous Players, Feature Play, Oliver Morosco Photoplay, Bosworth, Cardinal, Paramount Pictures Corporation, Artcraft en The George M. Cohan Film Corporation. Op 29 december 1917 werden alle dochterondernemingen opgenomen in één entiteit met de naam Famous Players-Lasky Corporation.
Zukor was echter niet tevreden met louter consolidatie. De kosten van het produceren van films stegen door de steeds duurder wordende scenario's en de looneisen van de Hollywoodsterren. Zukor moest de inkomsten verhogen en dat zou hij de daaropvolgende tien jaar doen door filmproductie, distributie en vertoning te integreren in één bedrijf.
De agressieve distributiepraktijken van Zukor leidden echter in 1919 tot een boycot door de bioscoopzalen van het First National Exhibitions Circuit. Deze boycot zorgde ervoor dat Famous Players-Lasky dringend behoefte had aan eigen bioscoopzalen. In 1919 begon Zukor met het aankopen van bioscoopketens overal in de Verenigde Staten. Om First National te verzwakken gebruikte hij vaak hardhandige tactieken om bioscoopzalen over te nemen die in handen waren van First National-leden. Halverwege de jaren twintig was de Famous Players–Lasky Corporation een van de grootste bioscoopeigenaren ter wereld. In 1921 leidde de praktijk van Zukor om films in pakketten aan te bieden en bioscoopzalen op te kopen tot een antitrustzaak van de FTC.
In april 1927 werd de naam van het bedrijf veranderd in Paramount Famous Lasky Corporation en in september 1927 werd de opnamestudio in Astoria (New York) tijdelijk gesloten met als doel deze te voorzien van de technologie voor de productie van geluidsfilms.
Op 24 april 1930 werd Paramount-Famous Lasky Corporation de Paramount Publix Corporation. Door de financiële problemen binnen de filmindustrie als gevolg van de Grote Depressie werd Paramount Publix Corporation op 3 augustus 1933 onder curatele geplaatst.

## Belangrijkste films
- The Sheik (1921)
- Blood and Sand (1922)
- The Covered Wagon (1923)
- The Ten Commandments (1923)
- Beau Geste (1926)
- It (1927)
- Wings (1927)